# Stalag VII-A
Stalag VII-A fu un campo di concentramento tedesco durante la seconda guerra mondiale, situato a nord della città di Moosburg, nel sud della Baviera.
Il campo copriva un'area di 35 ettari, serviva soprattutto come campo di transito nel quale i prigionieri, inclusi gli ufficiali, erano processati e diretti negli altri campi. Quasi tutti i prigionieri di guerra, appartenenti a tutte le nazioni che lottarono contro la Germania, passarono da questo campo. Quando giunse il giorno della liberazione, il 29 aprile 1945, c'erano 130 000 prigionieri provenienti da 26 nazioni differenti. Fu il più grande campo di prigionieri di guerra in Germania.
Solitamente erano presenti circa 60 000 prigionieri in Arbeitskommando che lavoravano nelle fabbriche, nella riparazione delle linee ferroviarie o nelle fattorie. Lo Stammlager era sovraffollato: oltre 40 000 prigionieri erano incarcerati nello spazio designato per 10 000.

## Operatività
Il campo iniziò l'attività nel settembre 1939, ospitando i prigionieri polacchi catturati durante la campagna di Polonia. Arrivarono quando le baracche in legno erano ancora in costruzione e vissero in tenda per lunghe e dure settimane.
I soldati britannici, francesi, belgi ed olandesi presi prigionieri durante la battaglia di Francia iniziarono ad arrivare nel maggio 1940. Molti furono trasferiti in altri campi, ma circa 40 000 francesi rimasero chiusi nello Stalag VII-A sino al termine della guerra.
Altri prigionieri britannici, greci e jugoslavi arrivarono dopo la campagna balcanica tra il maggio e giugno 1941. Alcuni mesi dopo iniziarono ad arrivare i prigionieri sovietici, tra cui molti ufficiali. Al termine della guerra erano nel campo c'erano 27 generali sovietici che erano riusciti a sopravvivere ai maltrattamenti a cui loro, e tutti gli altri prigionieri sovietici, erano stati sottoposti.
Si aggiunsero altri prigionieri britannici del Commonwealth e polacchi catturati nella campagna del Nord Africa e nelle offensive contro le isole italiane nel Mediterraneo. Questi arrivavano dai campi di prigionia italiani dopo l'armistizio dell'8 settembre 1943. Anche numerosi soldati italiani furono imprigionati.
I primi statunitensi arrivarono dopo la campagna di Tunisia nel dicembre 1942 e la campagna d'Italia nel 1943. La maggior parte degli statunitensi fu catturata nella controffensiva delle Ardenne nel dicembre 1944.
Gli ultimi arrivati furono degli ufficiali provenienti dallo Stalag Luft III, vi giunsero dopo una marcia forzata da Żagań, località della Slesia, giungendovi il 2 febbraio 1945. Furono seguiti da numerosi prigionieri che venivano spostati a marce forzate dagli altri campi di prigionia che si trovavano sulla strada dell'avanzata sovietica, inclusi alcuni ufficiali americani che avevano marciato dall'Oflag 64 a Szubin, via Oflag XIII-B, sotto il comando del loro ufficiale anziano tenente colonnello Paul Goode.
Durante i cinque anni e mezzo di attività del campo, morirono circa 1 000 prigionieri, di cui oltre 800 sovietici. Essi furono seppelliti in un cimitero presso Oberreit, a sud di Moosburg. Molti morirono per inedia, alcuni per incidenti durante il lavoro forzato ed altri rimasero uccisi durante i raid alleati sui luoghi nei quali erano impiegati.
Il maggiore Karl August Meinel fu trasferito il 1º agosto 1942 nelle Führerreserve, poiché il 13 gennaio 1942 scrisse un rapporto molto critico al Generale Hermann Reinecke sulla segregazione e sulle esecuzioni dei prigionieri di guerra russi nello Stalag VII-A da parte della Gestapo e del Sicherheitsdienst (SD) del Reichsführer-SS Heinrich Himmler.

## Fughe
Vi furono molti tentativi di fuga individuale, ma non è noto sapere se avessero mai avuto successo; tra queste si ricorda quella di Leroy Saunders Foster (9th Inf. Div. US Army) che scappò con un amico nel natale 1944. Fu catturato presso il confine svizzero e condannato a 20 giorni di isolamento.
Luciano Salce, catturato l'8 settembre, giorno dell’armistizio in Italia, fu condotto nel campo di prigionia. Nel periodo di reclusione tentò la fuga dal campo di concentramento, fallita, nel 1944 insieme a un compagno di prigionia. Ripreso e condotto prima in un campo di lavoro a Jenbach e quindi nello Stalag XVIII-C di Markt Pongau, vicino a Salisburgo, fu internato insieme ai prigionieri comuni russi. Fu quindi liberato dalla prigionia il 30 aprile 1945 e rientrò nel Distretto Militare di Roma il 9 maggio. Nel suo diario, gli anni in Germania sono commentati con un laconico:«1943-1945: due anni difficili».

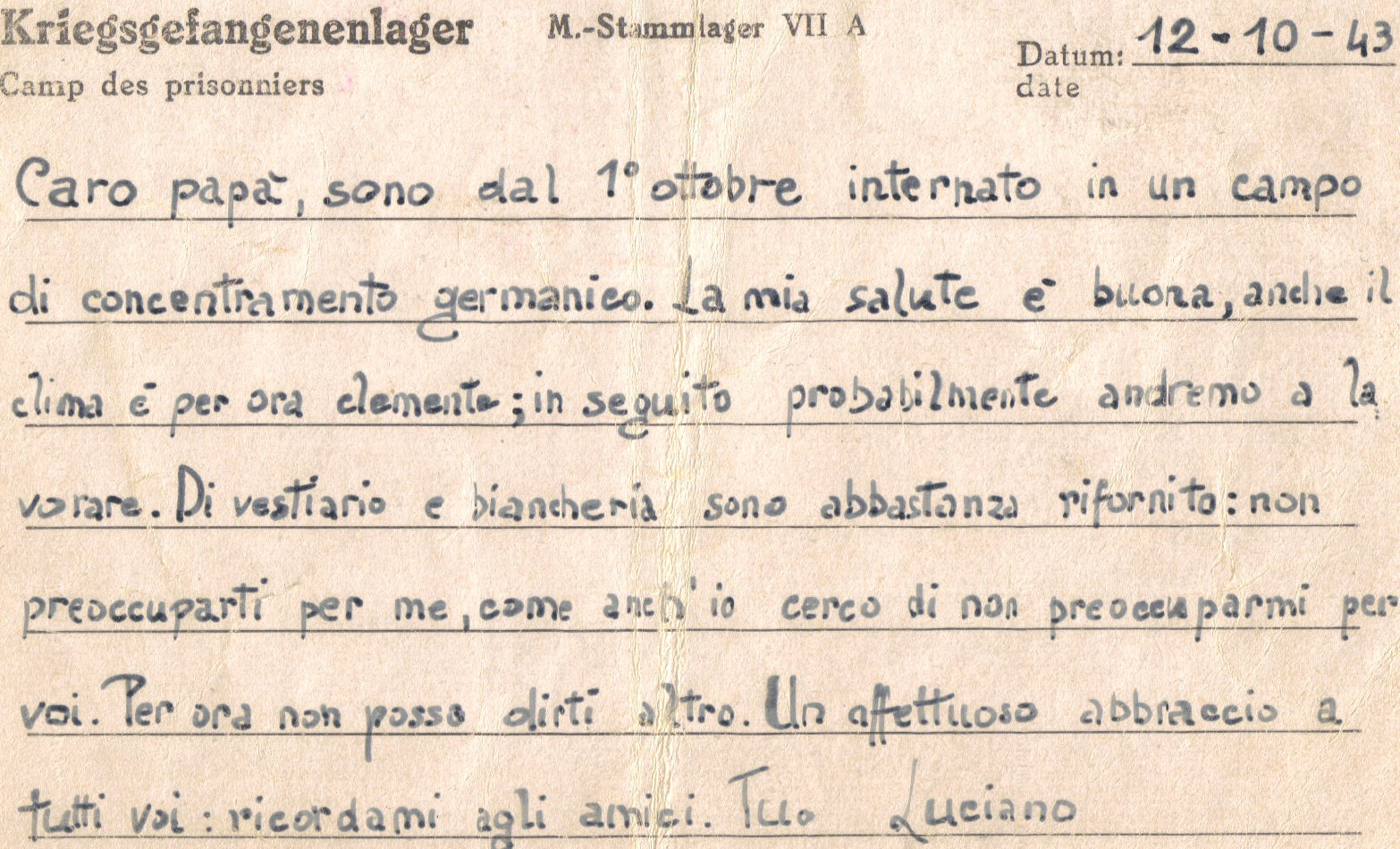
Retro lettera
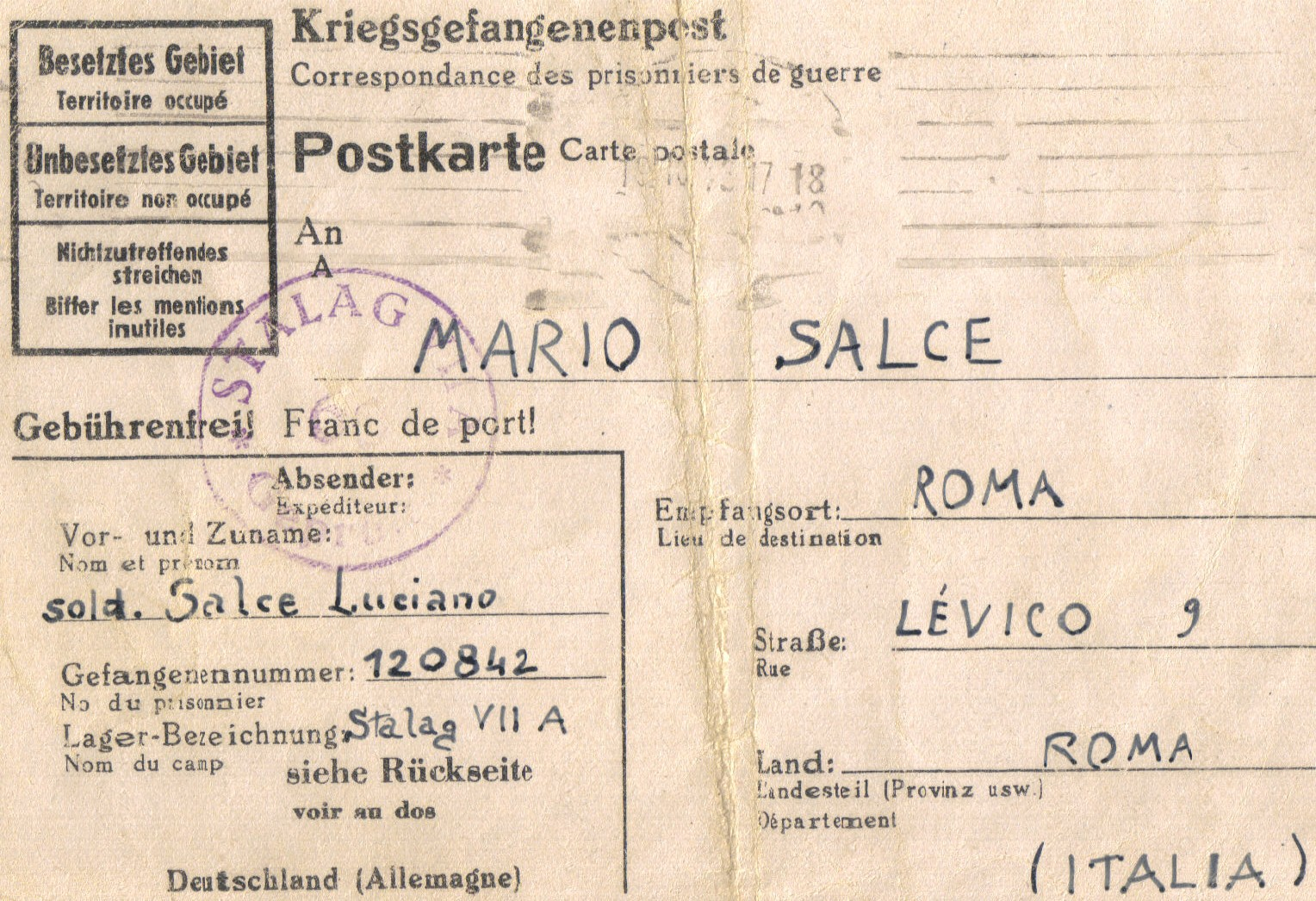
Intestazione lettera

## Liberazione
Lo Stalag VII-A fu liberato il 29 aprile 1945 dal Combat Command A della quattordicesima divisione armata dell'esercito americano, dopo una battaglia contro una forza di difesa tedesca di 5 000-7 000 uomini.
Tra le principali unità dei difensori furono la diciassettesima SS Panzer Grenadier Division supportata da poche rimanenti semoventi d'artiglieria ed artiglieria controcarri da 88mm. Il Combat Command A aveva come forza un totale di 1 750 ufficiali e uomini, includendo solo una singola compagnia di fanti armati. Le forze statunitensi vennero a conoscenza dell'esistenza del campo, e la posizione approssimativa solo a poche ore dall'attacco. Poiché c'erano molti prigionieri alleati, l'artiglieria statunitense ebbe l'ordine di non fare fuoco durante l'attacco. I prigionieri all'interno del reticolato sentirono i tedeschi aprire il fuoco sui liberatori americani che attraversavano un ponte di Moosburg. La risposta americana fu istantanea: avvantaggiati dal punto di vista numerico ma non per armamento, gli uomini del Combat Command entrarono tra le file delle truppe naziste con una ferocia ed un volume di fuoco che lasciarono di stucco gli ufficiali veterani delle SS.
La resistenza fu eliminata ed il campo fu liberato. I circa 130 000 prigionieri alleati furono liberati, tra cui 30 000 soldati, marinai, aviatori e marines statunitensi. Questa fu la più grande singola liberazione di prigionieri americani nella storia dell'esercito statunitense.
Dopo la guerra l'U.S. Army designò ufficialmente la quattordicesima divisione armata come "LIBERATORS" per il suo ruolo nella liberazione dei prigionieri americani ed alleati dai campi di prigionia tedeschi.

## Dopoguerra
Dopo la liberazione, lo Stalag VII-A divenne il campo di internamento per civili numero 6, ospitò 12 000 persone tra donne ed uomini tedeschi sospettati di attività criminali per il regime nazista. In seguito il campo fu trasformato in un nuovo quartiere della città di Moosburg, denominato Moosburg-Neustadt. Una delle vecchie baracche del campo venne restaurata e conservata.
Venne costruito un monumento alla memoria degli internati nello Stalag VII-A. Si tratta di una fontana collocata nel centro di Neustadt, composto da quattro bassorilievi scolpiti nella locale pietra dallo scultore francese Antoniucci Volti, a sua volta uno dei prigionieri del campo.
Nel 1958, il cimitero di Oberreit fu chiuso. 866 corpi furono esumati e traslati nel cimitero militare di Schwabstadl vicino a Landsberg. I corpi di 33 italiani furono seppelliti nel cimitero militare italiano di Monaco di Baviera. Nel 1982 il consiglio cittadino di Moosburg acquistò un appezzamento di terreno sul sito del vecchio cimitero di Oberreit dove fece erigere una croce lignea con una semplice pietra a ricordo dei morti dello Stalag VII-A.